# Перемишльська губернія
Перемишльська губернія - адміністративно-територіальна одиниця Російської імперії в складі Галицько-Буковинського генерал-губернаторства, утворена 22 березня 1915 року, після окупації частини Галичини російськими військами під час Першої світової війни. Адміністративний центр губернії - місто Перемишль. 
У губернії було 14 повітів - Добромильський, Колбушовский, Ланцутський, Мостиський, Нісковський, Перемишльський, Пржеворський, Ржешовскій, Самбірський, Старосамбірський, Тарнобжезький, Цешановський, Яворівський, Ярославський. Перемишльська губернія була за площею невелика - понад 12 тисяч км², населення близько 1,3 мільйона осіб. 
Припинила існування 14 липня 1915 року разом з генерал-губернаторством Галичина, в зв'язку з відступом російських військ.

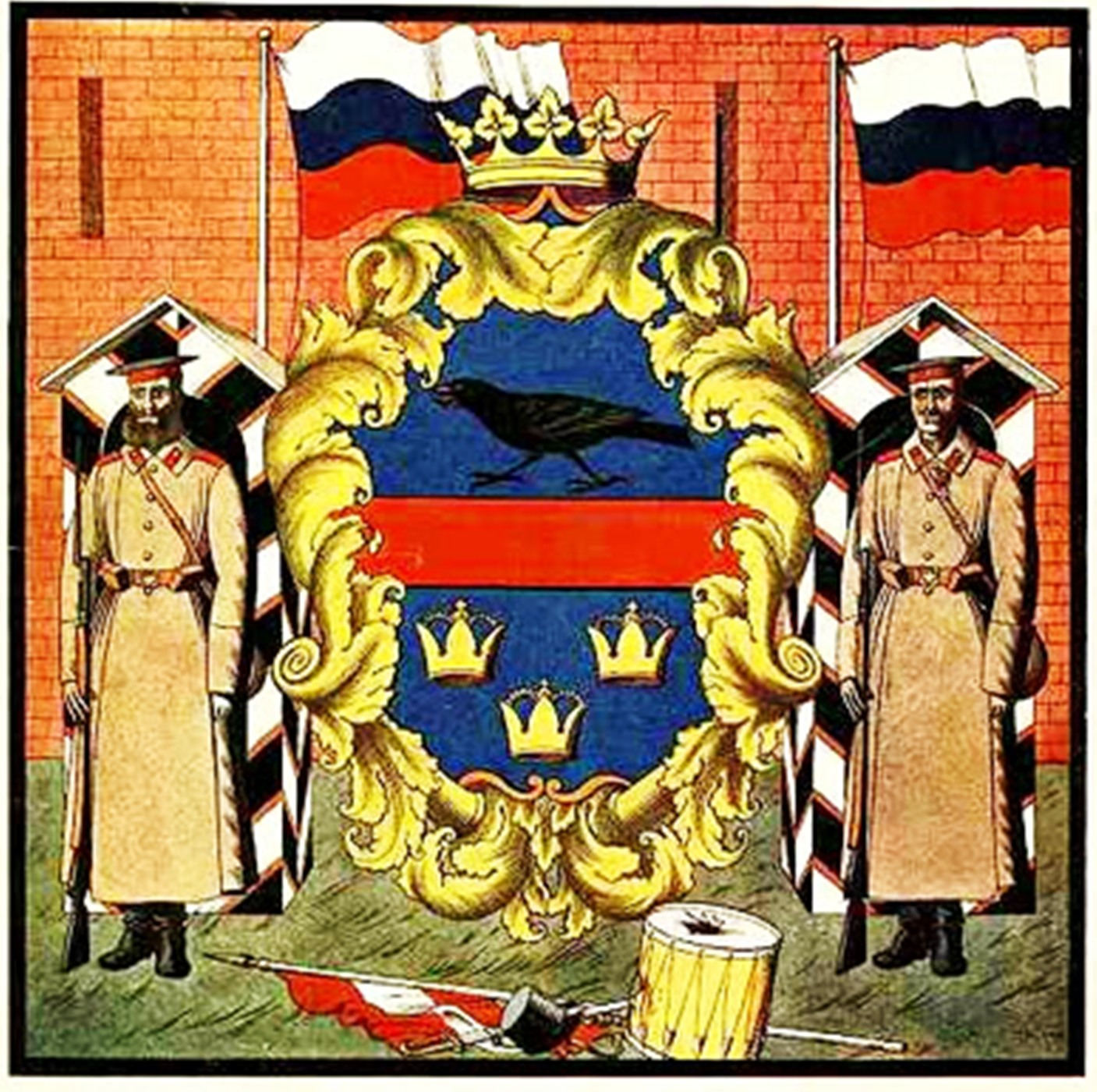
Герб Галицько-Буковинського генерал-губернаторства